# Kevin Kuske
Kevin Kuske (ur. 4 stycznia 1979 w Poczdamie) – niemiecki bobsleista, czterokrotny złoty medalista olimpijski i wielokrotny mistrz świata.

## Kariera
Wcześniej był lekkoatletą, specjalizował się w sprincie, w 1998 zdobył brązowy medal mistrzostw świata juniorów w sztafecie 4 × 100 metrów. Jest stałym partnerem pilota André Lange, razem startują zarówno w dwójkach jak i czwórkach. Obaj są jednymi z najbardziej utytułowanych bobsleistów w historii, oprócz czterech złotych medali olimpijskich mają w dorobku m.in. siedem złotych krążków mistrzostw świata. Bobsleistami byli także jego ojciec i brat.
W telewizyjnym filmie ARD Najpiękniejsze baśnie braci Grimm: Sześciu zawsze sobie radę da (Sechse kommen durch die ganze Welt, 2014) w reżyserii Uwe Jansona zagrał postać Theodora, królewskiego szybkiego biegacza.